# Ofte Stillede Spørgsmål
Ofte stillede spørgsmål, forkortet OSS, er betegnelsen for en liste med spørgsmål, der er stillet og besvaret meget ofte i forskellige sammenhænge på Internettet. Den engelske betegnelse frequently asked questions eller FAQ bruges også på dansk. Fænomenet opstod i nyhedsgrupper og på postlister, hvor de faste brugere blev trætte af altid at svare på de samme spørgsmål. Lister med spørgsmål og tilhørende svar blev så udsendt med jævne mellemrum. OSS'er bruges stadig i denne form. I nogle tilfælde sker det automatisk, men ofte udsendes listen manuelt, så den, der sender listen kan kontrollere den for forældede oplysninger. Den engelske forkortelse udlægges også som Frequently Answered Questions altså ofte besvarede spørgsmål og det er som regel de hyppige besvarelser, der har gjort at nogen har taget sig sammen til at oprette og vedligeholde en OSS for et bestemt emne.
Ideen med at lave lister med ofte stillede spørgsmål har bredt sig. Mange hjemmesider har OSS-lister uanset om der er kommet henvendelser med spørgsmål. Dette har givet OSS-begrebet et lidt blakket ry, fordi de er blevet brugt som reklame med spørgsmål i stil med "Hvad er fordelene ved at bruge produkter fra Firma X?" på hjemmesiden for Firma X.